# Карім Фрадін
Карім Фрадін (народився 2 лютого 1972 року) — французький футбольний функціонер і колишній футболіст, який грав на позиції півзахисника. Станом на 2021 рік він є президентом клубу Ліги 2 Ніор.

## Після футболу
Після завершення футбольної кар'єри Фрадін розпочав кар'єру в спортивному менеджменті, ставши президентом колишнього клубу Ніор у 2009 році. 